# Shag (Tabak)

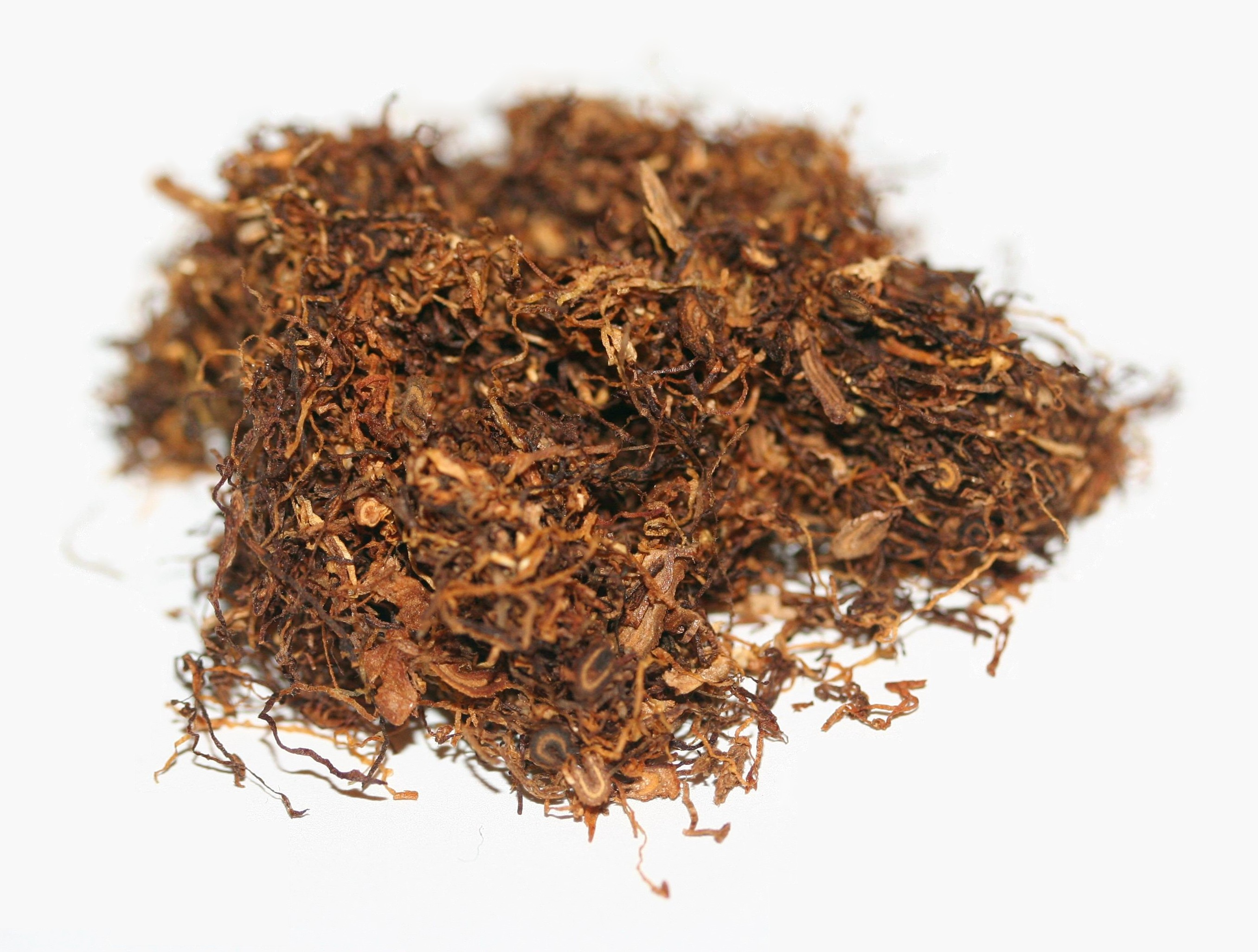
Shagtabak

Shag (Aussprache: ʃɛk „Schäk“), Shagtabak, Feinschnitttabak, Feinschnitt, Wuzeltabak oder Drehtabak bezeichnet fein geschnittenen, manchmal gesoßten (mit flüssigem Aroma getränkten) Tabak.  Aufgrund seines Schnittes brennt er relativ schnell ab und wird daher für Zigaretten verwendet.  Handelsüblicher Shag wird heute meist zum Selbstherstellen („Drehen“) von Zigaretten verwendet.  Als loser Tabak wird er von der Tabaksteuer vergleichsweise gering belastet, so dass eine selbst gerollte Zigarette günstiger ist als eine fertig konfektionierte.
Früher wurde Shag auch in der Pfeife geraucht, vorzugsweise in sogenannten Shagpfeifen mit relativ niedrigen und runden Köpfen;  heute ziehen Pfeifenraucher meist spezielle Pfeifentabake vor.

## Shag
Der Begriff Shag stammt aus den Niederlanden, die früher wegen ihrer Kolonien eine große Bedeutung im Tabakhandel und in der Tabakverarbeitung hatten; dort hatte man ihn wiederum aus dem Englischen übernommen. Etymologisch stammt der Begriff vom altnordischen Wort skegg für „Bart“.

## Stärken
Shag gibt es in unterschiedlichen Stärken, so unterscheidet man im Allgemeinen:
- Zware Shag (Niederländisch „schwerer Shag“):  sehr dunkler, geschmacksintensiver Tabak, in Deutschland wenig verbreitet
- Halfzware Shag (Niederländisch „halbschwerer Shag“):  hellerer Tabak, in ganz Europa verbreitet
- Lichte Shag (Niederländisch „heller Shag“):  sehr heller Tabak mit eher mildem Geschmack, in letzter Zeit immer häufiger zu finden und gerade bei jungen Rauchern beliebt

Die EU-Richtlinie 2001/37/EG verbietet seit 2003 Begriffe wie „leicht“, „ultraleicht“, „mild“ und äquivalente Ausdrücke in anderen Sprachen (z. B. im Niederländischen u. a. „halfzware“ und „lichte“) zur Zigarettenbezeichnung, da diese „den Verbraucher zu der irrigen Annahme verleiten, dass diese Erzeugnisse weniger schädlich seien, und zu Änderungen des Verbrauchs führen.“